# Kristinestad
Kristinestad (Kristiinankaupunki en finnois) est une ville de l'ouest de la Finlande, sur la côte du Golfe de Botnie. Elle a comme la plupart des villes de la région d'Ostrobotnie une nette majorité suédophone. Le suédois parlé ici diffère néanmoins considérablement de celui parlé en Suède.

## Histoire

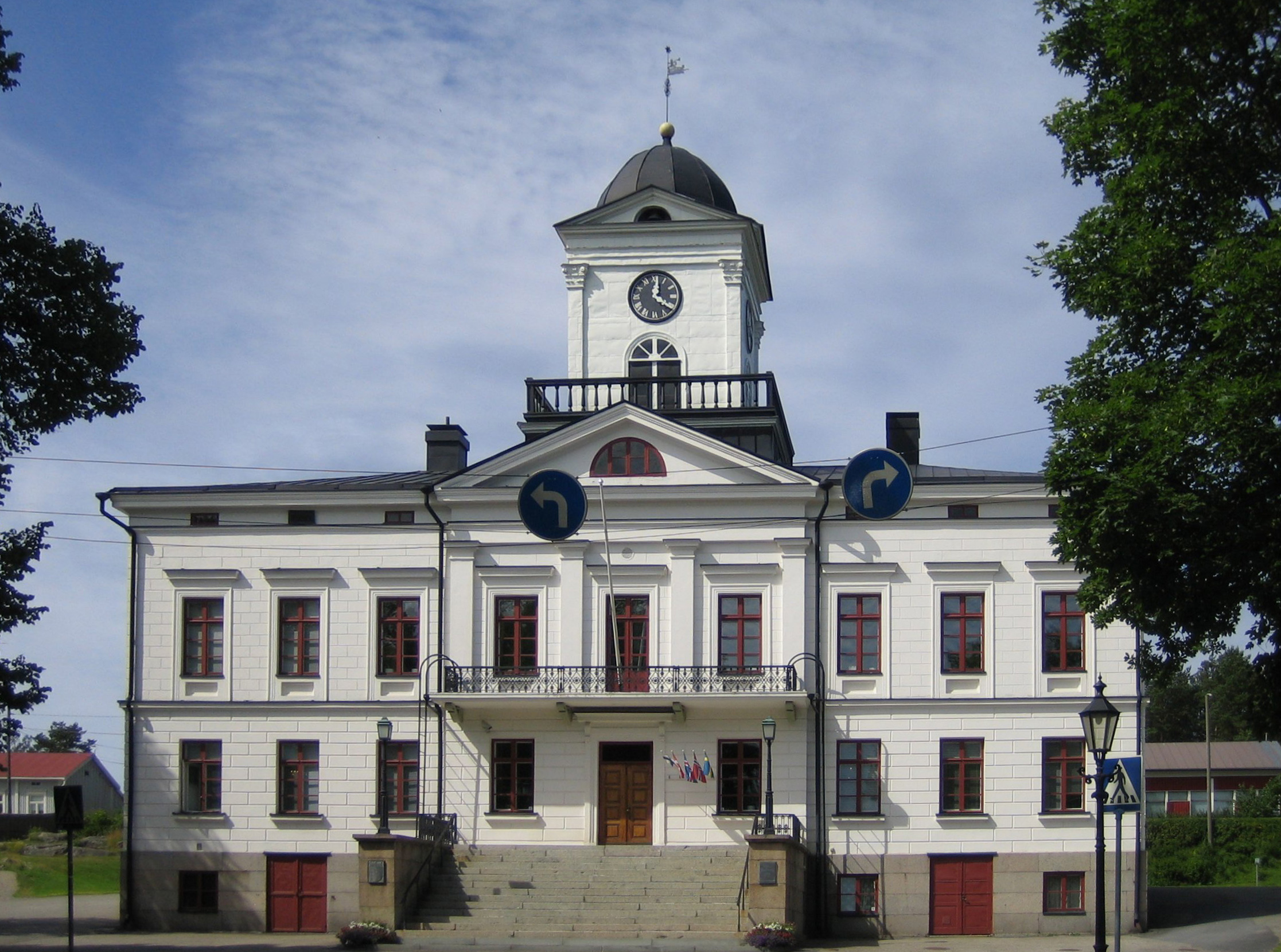
La mairie de Kristinestad.

Une des nombreuses villes fondées par Per Brahe, gouverneur général de Finlande, elle prend en 1649 le nom de Koppö (l'île sur laquelle est fondée la ville) avant d'être rebaptisée selon le nom de la reine de Suède Christine. Importante colonie suédoise, elle connait paradoxalement son âge d'or après l'annexion de la Finlande par la Russie en 1809. Elle devient alors un grand port exportateur. La ville s'endort au XXe siècle et voit décliner nettement sa population. Elle annexe trois communes rurales du continent en 1973 ce qui lui permet d'augmenter considérablement sa superficie. Depuis quelques années elle est timidement redécouverte par les touristes : épargnée par les incendies, elle offre en effet le visage d'une des plus belles villes en bois de Finlande juste après Rauma et Porvoo.

## Géographie
La commune s'allonge le long du Golfe de Botnie, comptant pas moins de 370 km de côte très découpée.
La région est très plane, à l'exception de sa partie méridionale traversée par la moraine de Suomenselkä (qui atteint la mer à au village de Sideby, tout près de la frontière du Satakunta).
La mer recule significativement chaque siècle sous l'effet de l'isostasie.
La commune est largement agricole, avec des cultures sous serre en nombre néanmoins plus faible qu'à Närpes.
Elle est bordée par les municipalités de Närpes au nord, Karijoki et Isojoki à l'est (Ostrobotnie du Sud), et enfin Merikarvia au sud (Satakunta).
La grotte de Susiluola, située sous la commune est un lieu de recherche et d'étude archéologique.

## Démographie
Depuis 1980, l'évolution démographique de Kristinestad est la suivante :
| Année      | 1980  | 1985  | 1990  | 1995  | 2000  | 2005  | 2010  |
| ---------- | ----- | ----- | ----- | ----- | ----- | ----- | ----- |
| population | 9 043 | 9 081 | 8 839 | 8 685 | 8 084 | 7 662 | 7 157 |

## Galerie

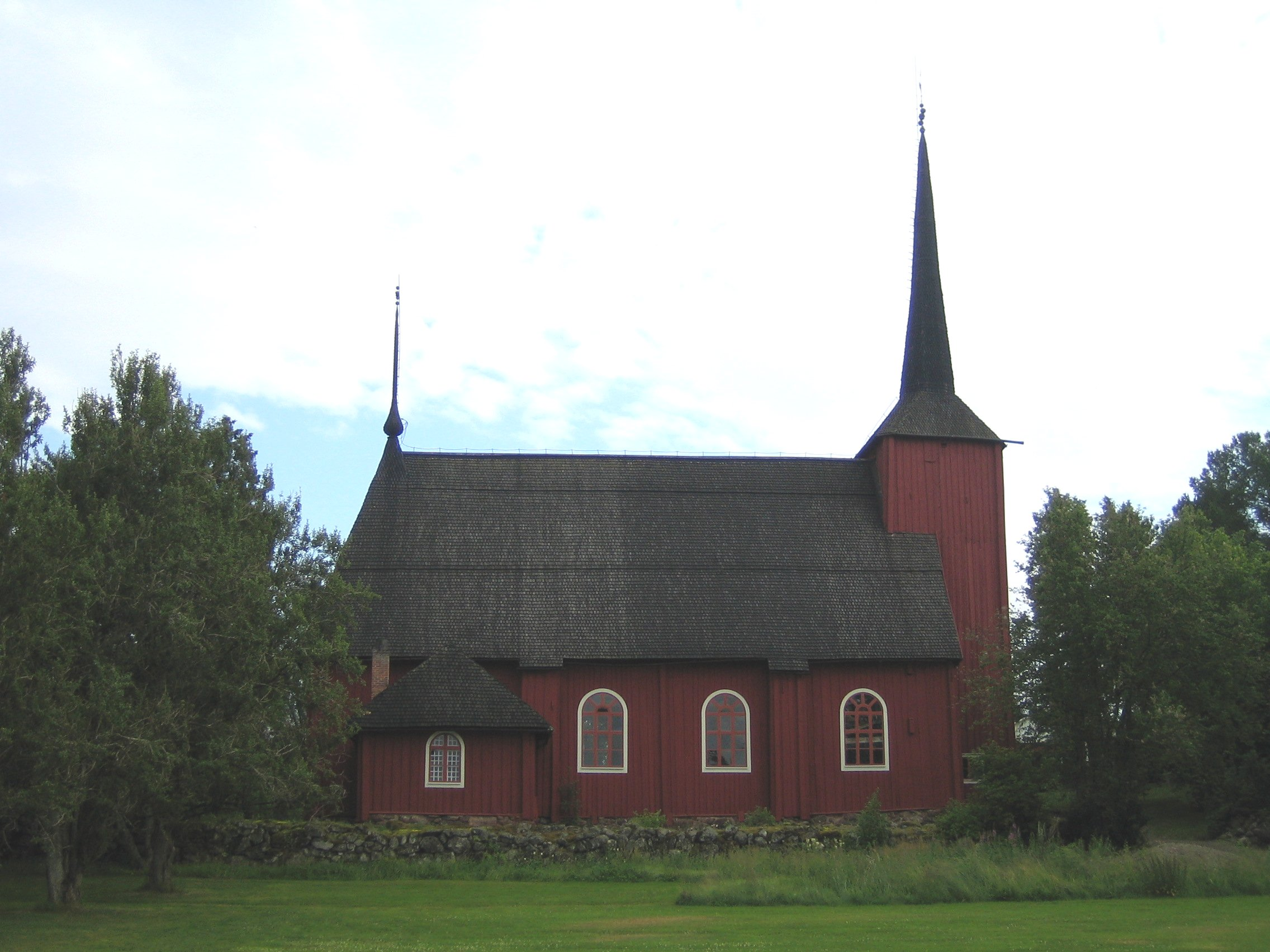
Église Ulrique-Éléonore, 1700
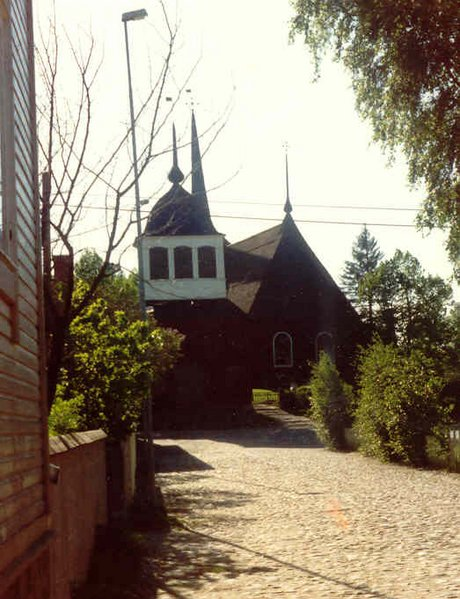
Église Ulrique-Éléonore, 1700, et son clocher, 1703
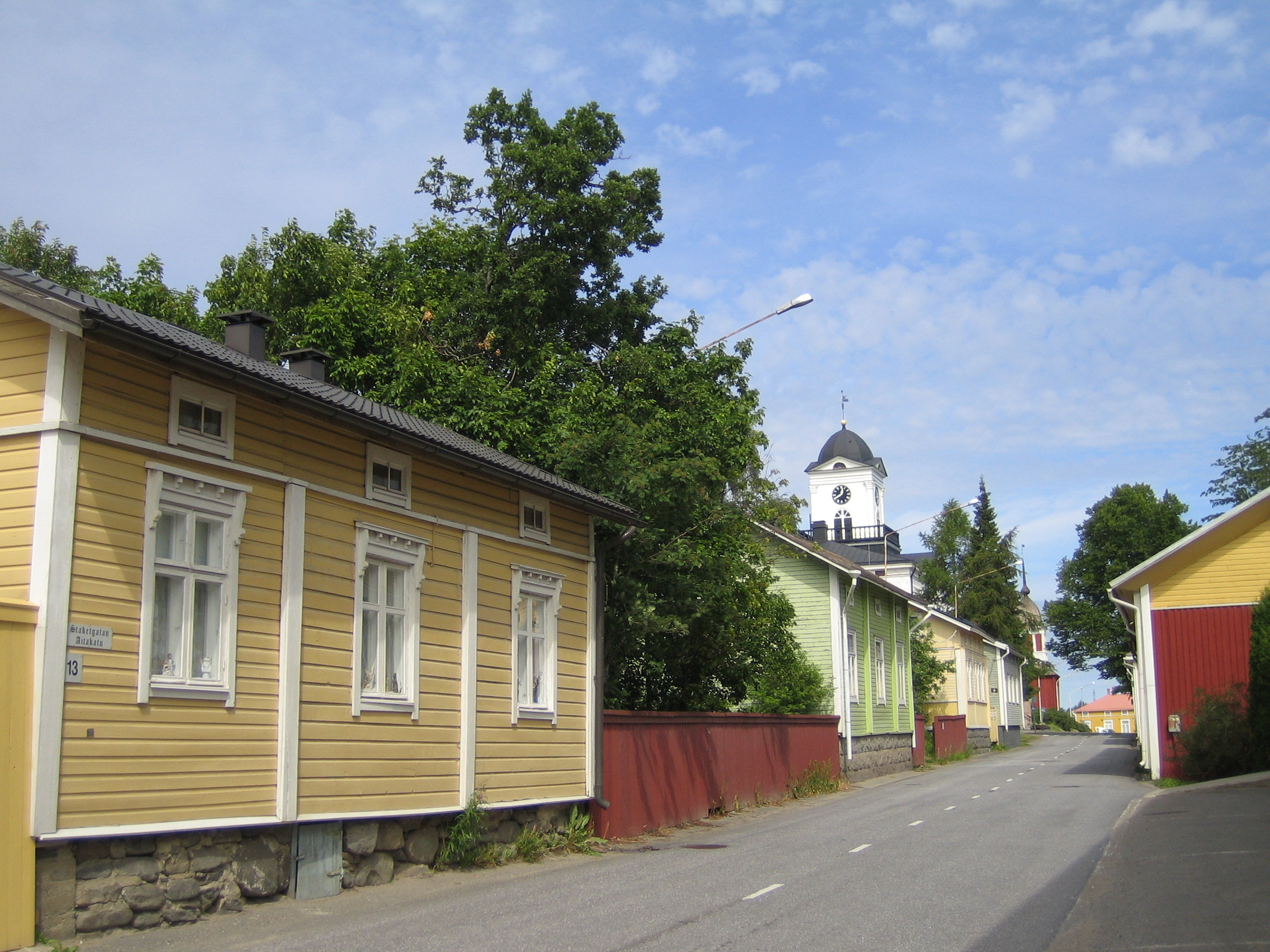
Rue de Kristinestad.
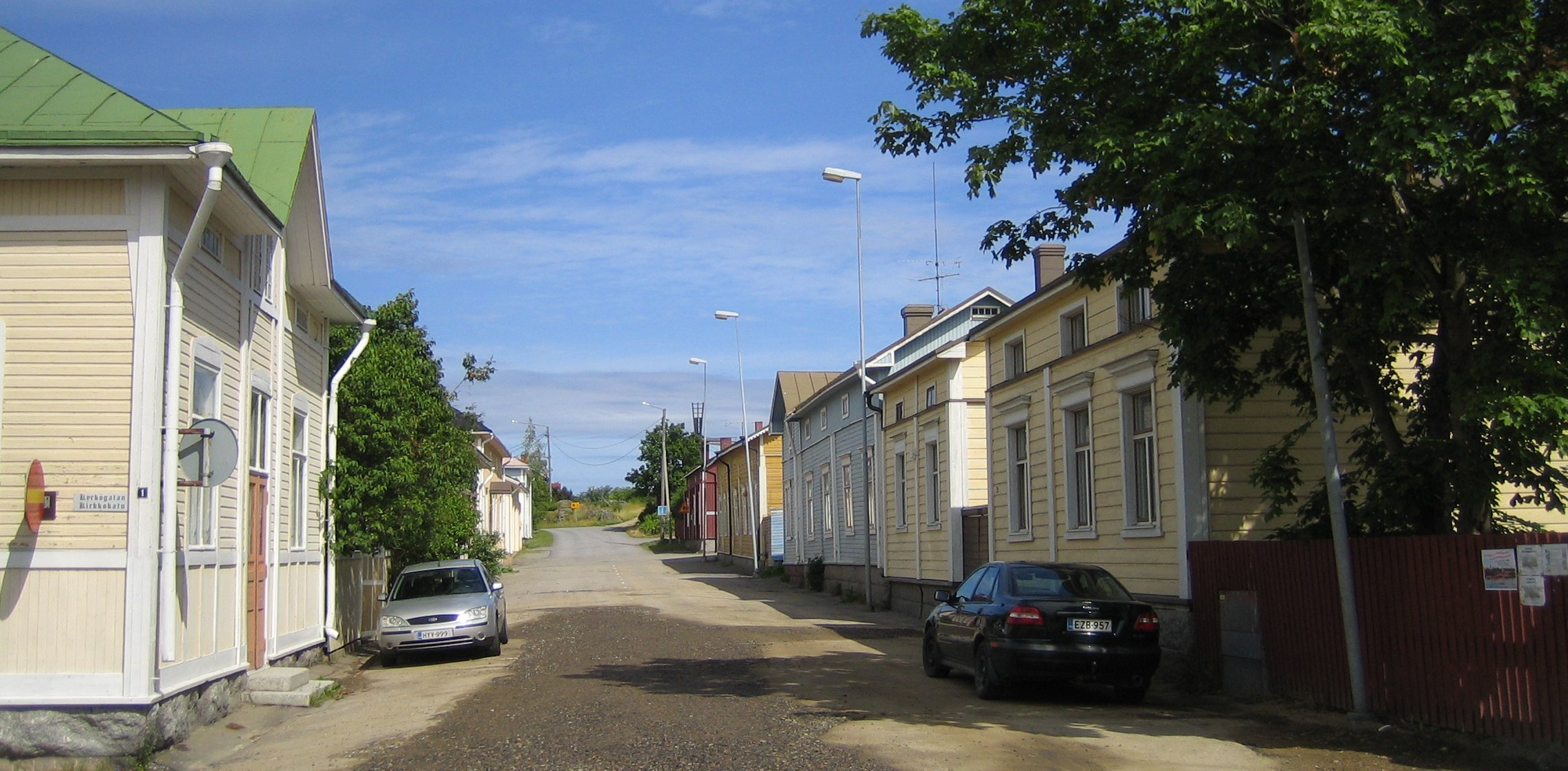
Rue de Kristinestad.
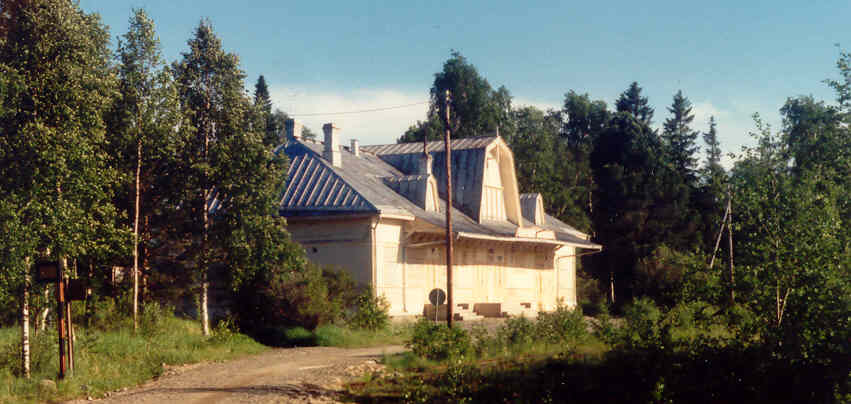
gare ferroviaire de Kristinestad.
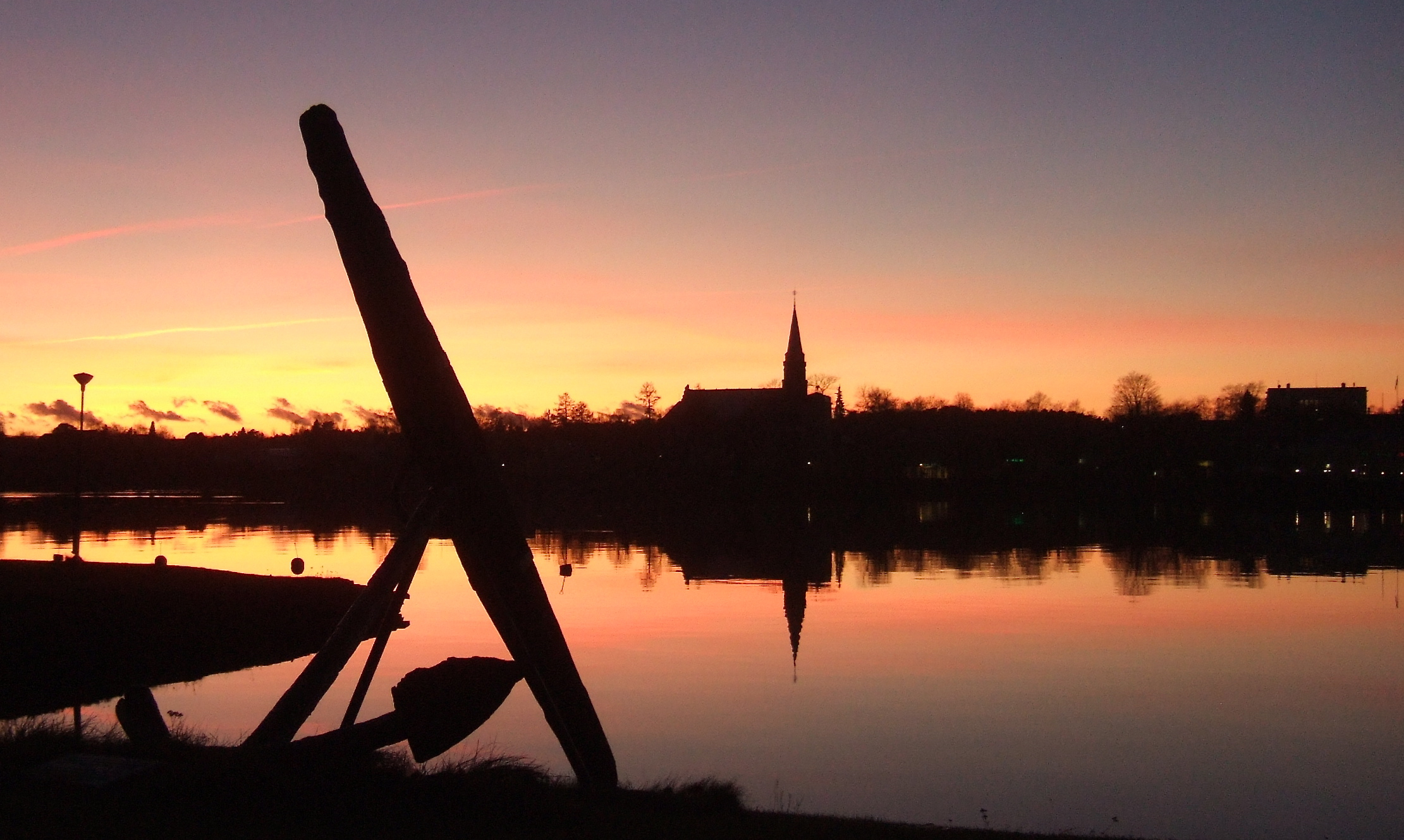
La ville au coucher du soleil.